# Pivotal Games
Pivotal Games Limited – brytyjski producent gier komputerowych z siedzibą w Corston, działający w latach 2000–2008.

## Historia
Firma Pivotal Games została założona w marcu 2000 roku przez piętnastu pracowników dawnej Pumpkin Studios (twórcy Warzone 2100), na czele których stali Jim Bambra, Nick Cook i Alex McLean. Pumpkin Studios, założone przez Bambrę i Cooka w sierpniu 1996 roku, zostało zamknięte przez swoją spółkę-matkę, Eidos Interactive, w tym samym miesiącu. W sierpniu 2000 roku firma została przejęta przez Kaboom Studios. W latach 2002–2008 Pivotal Games wyprodukowało wszystkie pięć części serii Conflict, a także The Great Escape, opartą na filmie o tym samym tytule.
We wrześniu 2003 roku, po kłopotach finansowych spółki-matki Kaboom Studios, która w tym momencie zamknęła już siostrzane studia Attention to Detail i Silicon Dreams Studio, SCi wykazało zainteresowanie przejęciem firmy. 9 września 2003 roku Kaboom Studios przeszło w stan upadłości, a wszystkie pozostałe aktywa, w tym wciąż aktywne Pivotal Games, zostały przeniesione do Ernst & Young na sprzedaż. 29 września 2003 roku SCi nabyło Pivotal Games od Ernst & Young za łączną kwotę 2,36 mln funtów. W maju 2005 roku firma SCi Games sfinalizowała przejęcie i fuzję z Eidos Interactive, która w przyszłości stanie się odpowiedzialna za spółki zależne SCi Games. W marcu 2008 roku firma SCi Games zamknęła czternaście działających projektów, aby wyrównać stratę netto w wysokości 81,4 mln funtów z poprzedniego roku podatkowego, co doprowadziło do plotek, że Pivotal Games również ma zostać zamknięte. 14 lipca 2008 roku oficjalnie ogłoszono, że studio zostanie zamknięte, a 99 pracowników zostało już zwolnionych, pozostawiając jedynie zespół składający się z 10–12 specjalistów. Pivotal Games zostało oficjalnie zamknięte 13 sierpnia 2008 roku.